# Rafael Orozco Maestre
Rafael José Orozco Maestre (Becerril, Kolumbia, 1954. március 24. – Barranquilla, Kolumbia, 1992. június 11.) kolumbiai énekes, dalszerző.

## Élete
1975-ben Orozco 2 albumot vett fel Emilio Oviedo harmonikással, amelyek népszerűvé váltak Kolumbiában és Latin-Amerikában. Rafael 1976-ban véletlenül találkozott Israel Romeró val, és közösen megalapították az El Binomio de Oro nevű zenei csoportot, melyben 16 arany és 2 platina díjat nyertek.
Orozcót egy fegyveres ölte meg otthona előtt, 1992. június 11-én.

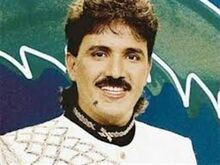
1990-ban.

## Albumok
- Adelante (1975)
- Con Emoción (1975)
- Binomio de oro (1977)
- Por lo alto (1977)
- Enamorado como siempre (1978)
- Los Elegidos (1978)
- Súper vallenato (1979)
- Clase aparte (1980)
- De caché (1980)
- 5 años de oro (1981)
- Festival vallenato (1982)
- Fuera de serie (1982)
- Mucha calidad (1983)
- Somos vallenato (1984)
- Superior (1985)
- Binomio de oro 1986 (1986)
- En concierto (1987)
- Internacional (1988)
- De Exportación (1989)
- De fiesta con binomio de oro (1990)
- De américa (1991)
- Por siempre (1991)